# Henryk Bobiński

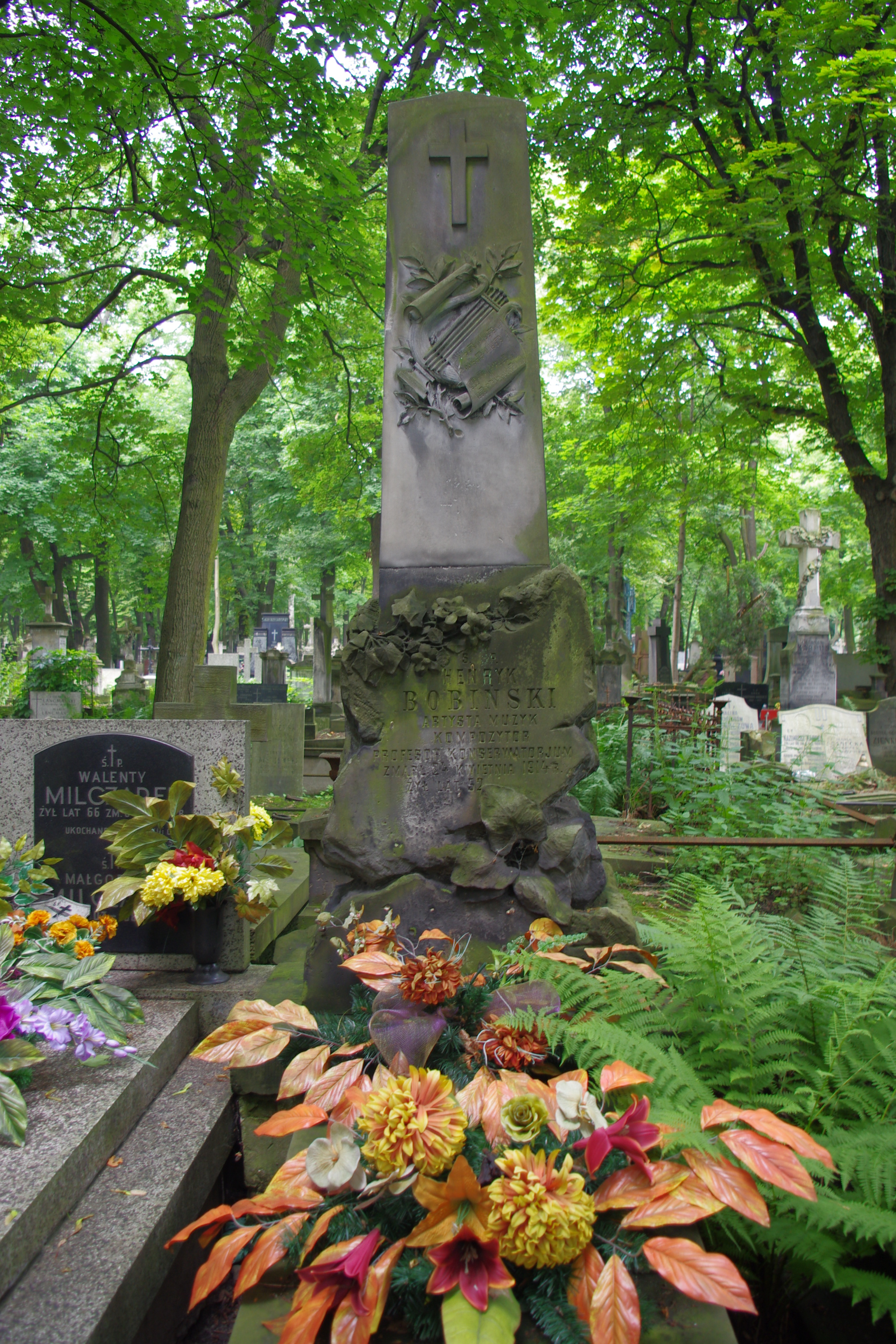
Grób kompozytora Henryka Bobińskiego na Cmentarzu Powązkowskim w Warszawie

Henryk Bobiński (ur. 1 lutego 1861 w Warszawie, zm. 24 kwietnia 1914 tamże) – polski pianista i kompozytor.

## Życiorys
W Warszawie uczęszczał do Instytutu Muzycznego. Uczył się tam gry na fortepianie u Rudolfa Strobla i kompozycji u Zygmunta Noskowskiego. Dyplom uzyskał w 1879. Po studiach wyjechał do Krakowa. Zatrudnił się tam jako nauczyciel gry na fortepianie w szkole Towarzystwa Muzycznego. Równolegle do prowadzonej pracy koncertował (m.in.: Lublin, Kraków, Warszawa). Następnie wyjechał do Wiednia, aby pod kierownictwem Teodora Leszetyckiego uzupełnić swoje wykształcenie. Później studiował kompozycję u Szostakowskiego w moskiewskim Towarzystwie Filharmonicznym. Tam, po uzyskaniu dyplomu I stopnia, przez kolejne trzy lata uczył gry na fortepianie. W roku 1893 krótko mieszkał w Odessie, po czym przeniósł się do Kijowa. Został tam profesorem wyższej klasy fortepianu w szkole Rosyjskiego Towarzystwa Muzycznego. W latach 1893–1903 koncertował kolejno w Warszawie, Kijowie i w Wiedniu. W 1914 poważnie zachorował; przeniósł się do Warszawy, gdzie mieszkał przez ostatnie kilka miesięcy swojego życia.

## Kompozycje
1. Uwertura symfoniczna
2. Koncert fortepianowy e-moll op. 8
3. Koncert fortepianowy a-moll op. 12
4. Wariacje (na kwartet smyczkowy)
5. Valse-Fantaisie op. 1
6. Nocturne op. 3
7. Legenda op. 4[2]
8. Deux morceaux op. 5
9. Mélodie i Moment musical
10. Preludia
11. Pensée á la mémoire d'un grand artiste
12. Etiudy op. 14
13. Andante doloroso op. 15
14. Serenada op. 17 nr 1[3]
15. Conzonetta op. 17 nr 2[4]
16. Je t'aime (transkrypt pieśni Edvarda Griega)

## Literatura dodatkowa
- Józef Reiss: Bobiński Henryk. W: Polski Słownik Biograficzny. T. 2: Beyzym Jan – Brownsford Marja. Kraków: Polska Akademia Umiejętności – Skład Główny w Księgarniach Gebethnera i Wolffa, 1936, s. 153. Reprint: Zakład Narodowy im. Ossolińskich, Kraków 1989, ISBN 83-04-03291-0